# Верхняя Тюгальбуга
Верхняя Тюгальбуга — опустевшая деревня в Новомалыклинском районе Ульяновской области. Входит в состав Новочеремшанского сельского поселения.

## География
Находится на расстоянии примерно 17 километров на восток-северо-восток по прямой от районного центра села Новая Малыкла.

## История
В 1911 году, выходцы из села Старая Тюгальбуга, образовали новый населённый пункт — деревню Верхняя Тюгальбуга.
Население отсутствует по крайней мере с 1989 года.

## Название
Рядом живущие чуваши называют поселение как чув. "Тĕкĕл пӑван" - Шмель. но и бытовала народная этимология от чув. "Тĕкĕл пĕве" - состоит из двух слов "тĕкĕле" - подпирать, ставить подпорку, запирать и от "пĕве" - запруда, плотина. 

## Население
Население не было учтено как в 2002 году, так и по переписи 2010 года.